# 天定 (彭玉琳)
天定（1386年）为中国明朝时期福建白莲教起事者彭玉琳的年号。
《罪惟录》作「玉琳」，记在1386年四月；《明纪》作「天定」，记在1386年五月。李兆洛《纪元编》载有福建僧天定年号，但不详姓名。李崇智认为可能就是彭玉琳。

## 公元纪年对照表
| 天定 | 元年   |
| ---- | ------ |
| 公元 | 1386年 |
| 干支 | 丙寅   |

## 同期存在的其他政权年号
- 中國
  - 洪武（1368年－1398年）：明—明太祖朱元璋之年号
  - 天元（1379年－1388年）：北元—天元帝脫古思鐵木兒之年號
- 越南
  - 昌符（1377年－1387年）：陳朝—陳廢帝陳晛之年號
- 日本
  - 元中（1384年－1392年）：南朝—後龜山天皇之年號
  - 至德（1384年－1387年）：北朝—後小松天皇之年號

## 參看
- 中国年号索引
- 其他时期使用的天定年号